# Agosia chrysogaster
Agosia chrysogaster är en fiskart som beskrevs av Girard, 1856. Agosia chrysogaster ingår i släktet Agosia och familjen karpfiskar. Inga underarter finns listade i Catalogue of Life.